# Teoria de l'elecció pública
La teoria de l'elecció o opció pública és una teoria econòmica i política que tracta de lligar l'economia amb la política a través de l'estat, entès com la suma de voluntats individuals, per saber quins són els factors que determinen quines són les polítiques que tria l'estat d'entre les diferents opcions que a aquest se li presenten. Es divideix en «elecció pública positiva», que estudia les decisions col·lectives o públiques dels agents polítics, i en «economia política constitucional», que pretén desenvolupar un marc institucional que disminueixi el poder polític davant la societat civil.
Partint de l'individualisme metodològic, sosté la premissa que el comportament dels buròcrates i polítics és maximitzador del pressupost públic, atès que principalment tracten de satisfer els seus propis interessos, i després cerquen el benestar social. A més, estudia les eleccions fora del mercat, és a dir, eleccions com a procés social que involucra els individus, independentment de la seva voluntat per prendre decisions col·lectives i públiques.
En general, estudia les "errades del govern" com una resposta davant d'aquells que sostenen que el govern ha d'intervenir davant de les denominades fallades de mercat; així, postula que l'evidència assenyalaria el govern -i no al mercat- com l'ens que ha de ser limitat o reduït pel benestar de la societat.

## Desenvolupament
Segons un economista anomenat James M. Buchanan, era possible l'aplicació i l'extensió de la teoria econòmica a les opcions polítiques i governamentals, i estendre l'esmentada teoria a les decisions dels ciutadans als efectes de fer possible l'elecció entre les diverses opcions existents al "mercat polític". L'esmentada teoria li va valer el premi Nobel d'Economia el 1986.
A més, i com a resultat de l'anàlisi abans esmentada, Buchanan va proposar que les decisions polítiques, que són les realitzades pels estaments de l'Estat encarregats del gestionar l'aparell estatal, necessàriament generen costos als particulars i a la societat en el seu conjunt. Així mateix, les decisions polítiques no li costen a l'Estat com a tal, sinó a tots els que es troben sota el domini de l'esmentat estat. El cost de la presa de decisió es convertiria, llavors, en un factor que influeix decididament en l'eficiència i els efectes de la decisió política.
Com a resultat de la constatació referida en els paràgrafs precedents, i donats que els Estats administren béns i fons, els quals per definició són públics, ell creu que el poble hauria de tenir la possibilitat de recórrer a mecanismes previstos per la llei i d'obligatori compliment, que li permetessin de controlar i intervenir en les decisions dels actors públics.
Pretén explicar, des del seu punt de vista personal, diversos fenòmens polítics i jurídics que es donen en la realitat, la raó per la qual les normes jurídiques constitucionals s'han d'elaborar de tal manera que permetin un adequat control del comportament de l'Estat per part de l'electorat i, a més, entendre també perquè l'esmentat control resulta indispensable.

## El rol de la constitució
En aquest ordre d'idees, són les constitucions dels Estats les encarregades de fer possible l'esmentat control. Això, que també sembla una veritat evident, no s'ha tingut en compte en la majoria dels països en els quals hi ha una norma constitucional més o menys coherent.
I és que en realitat lluny de configurar i/o de regular adequadament mecanismes de fiscalització entre electors i governs, les constitucions polítiques de les diverses nacions elaboren únicament controls a l'interior de l'Estat, emparats en el concepte de separació de poders, concepte que resulta ser un pressupost necessari, però que no resulta ser suficient per conjurar la possibilitat d'un règim autoritari.

### Comportament del funcionariat
Un cop aplicada l'anàlisi econòmica al comportament del funcionari públic, l'autor conclou que aquest, com a ésser racional, busca maximitzar la utilitat del seu càrrec, és a dir, obtenir el màxim profit d'aquest. I, com a resultat d'això, quan el funcionari és un polític amb un càrrec important, aquest buscarà crear les condicions adequades per poder ser reelegit, així com per procurar elevar la quota de poder de la qual gaudeix.
A conseqüència d'això, creo que pot deduir que l'Estat tendeix necessàriament a elevar el poder material de què gaudeix i li sembla una utopia, considerar que l'estat podrà controlar-se a si mateix de manera espontània, encara que hi hagi, en el seu interior, mecanismes de fiscalització entre els òrgans que el componen.